# 哈利·H·伍德林
哈利·海因斯·伍德林（Harry Hines Woodring，1890年5月31日—1967年9月9日），美国政治家，曾任堪萨斯州州长和美国战争部长。
| 前任： 克莱德·M·里德 | 堪萨斯州州长 1931年-1933年 | 繼任： 阿尔夫·兰登   |
| 前任： 乔治·德恩     | 美国战争部长 1936年-1940年 | 繼任： 亨利·L·斯廷森 |